# Thompson (rivière)
Pour les articles homonymes, voir Thompson et Rivière Thompson.
La Thompson (en anglais Thompson River) est une rivière qui coule dans le sud de la province de Colombie-Britannique au Canada. C'est le plus grand affluent du fleuve Fraser. 

## Étymologie
La rivière a été nommée en 1908 par l'explorateur Simon Fraser en hommage à son ami, le géographe canadien David Thompson (1770-1857).

## Géographie
Sa longueur est de 489 kilomètres (depuis la source de la North Thompson River) et son bassin s'étend sur 56 000 km2.
La Thompson prend sa source dans le Cariboo, en amont elle est constituée par deux branches principales appelées respectivement Thompson Nord (North Thompson) et Thompson Sud (South Thompson River) qui se rejoignent à proximité de la ville de Kamloops. La rivière ainsi formée se jette dans le Fraser à Lytton.

## Hydrologie
La rivière est soumise à un régime nival, les hautes eaux ont lieu de mai à juillet lors de la fonte des neiges.
Le lac Kamloops (Kamloops Lake), d'une superficie de 52 km2, est situé sur le cours de la Thompson, il s'agit en fait d'un endroit où le lit de la rivière s'élargit et à une profondeur plus grande (jusqu'à 143 mètres).

## Principaux affluents
- Deadman River